# Claudia Goldin
Claudia Dale Goldin (New York, 1946. május 14. –) közgazdasági Nobel-díjas amerikai közgazdász, gazdaságtörténész és a Harvard Egyetem professzora. Goldin gazdaságtörténeti szempontból kutatja a nők munkaerő-piaci szerepét.

## Élete
Bronxban nőtt fel zsidó családban. Diákként érdeklődött a régészet és a mikrobiólógia iránt is, de aztán az emberi és szociális kapcsolatok felé fordult a figyelme.

## Tudományos élete
1963 és 1967 között a Cornell Egyetemen, majd a Chicagói Egyetemen tanult. 1971-től több egyetemen is tanított. 1990-től a Harvard Egyetem professzora lett.
1991-ben Goldin alelnöke, 2013-ban pedig az Amerikai Gazdasági Szövetség (American Economic Association, AEA) elnöke volt.

## Munkái
- Urban Slavery in the American South, 1820 to 1860: A Quantitative History, Chicago 1976.
- Understanding the Gender Gap: An Economic History of American Women, New York 1990 ISBN 978-0-19-505077-6
- Strategic Factors in Nineteenth Century American Economic History, zusammen mit H. Rockoff, Chicago 1992 ISBN 978-0-226-30112-9
- The Regulated Economy: A Historical Approach to Political Economy, zusammen mit G. Libecap, Chicago 1994 ISBN 978-0-226-30110-5
- The Defining Moment: The Great Depression and the American Economy in the Twentieth Century, zusammen mit M. Bordo und E. White. Chicago, 1998 ISBN 978-0-226-06589-2
- Edward L. Glaeserrel: Corruption and Reform: Lessons from America’s History, Chicago 2006.
- Lawrence F. Katz-cel: The Race between Education and Technology. Belknap, Cambridge 2010, ISBN 978-0-674-03530-0
- Career and Family: Women’s Century-Long Journey toward Equity. Princeton University Press, Princeton 2021, ISBN 978-0-691-20178-8